# Ōhira (Miyagi)
Ōhira (大衡村 Ōhira-mura?) es una villa localizada en la prefectura de Miyagi, Japón. En octubre de 2018 tenía una población de 5.831 habitantes y una densidad de población de 96,7 personas por km². Su área total es de 60,32 km².

## Geografía

### Municipios circundantes
- Prefectura de Miyagi
  - Ōsaki
  - Taiwa
  - Shikama
  - Ōsato

## Demografía
Según datos del censo japonés, la población de Ōhira se ha mantenido estable en los últimos años.
| Año del censo | Población |
| ------------- | --------- |
| 1995          | 6.028     |
| 2000          | 5.992     |
| 2005          | 5.607     |
| 2010          | 5.334     |
| 2015          | 5.703     |